# Микеладзе, Евгений Семёнович
Евге́ний Семёнович (Симонович) Микела́дзе (груз. ევგენი სვიმონის ძე მიქელაძე; 27 июня 1903, Баку — 1937, Тбилиси) — советский дирижёр, заслуженный деятель искусств Грузинской ССР (1936).

## Биография
Родился 27 июня (по другим данным 27 июля) 1903 года в Баку. Через несколько лет вся семья переехала в Тбилиси.
Ученик Н. А. Малько и А. В. Гаука. С 1930 года — дирижёр, а с 1933 года — главный дирижёр Грузинского театра оперы и балета. Одновременно с 1931 года руководил студенческим оркестром Тбилисской консерватории. Среди его учеников — Ш. И. Азмаипарашвили.
В ноябре 1937 года был арестован и в этом же году расстрелян.
Д. Д. Шостакович писал: «Евгений Семенович Микеладзе был выдающимся советским дирижёром. Он обладал огромным талантом и большой общей и музыкальной культурой. За время своей работы в Тбилиси он очень много сделал для развития грузинской музыкальной культуры. Микеладзе был гордостью советской дирижёрской школы».

## Личная жизнь
Был женат на Кетеван Мамиевне Орахелашвили, (1914-1985) в семье родилось двое детей — дочь Тинатин Микеладзе, врач (1935-2003) и сын  — Вахтанг Микеладзе  (1937-2025) — советский и российский режиссёр-документалист.

## Память
Ныне имя Евгения Микеладзе носят Центральная музыкальная школа в Тбилиси и Национальный симфонический оркестр Грузии. В Тбилиси Микеладзе установлена мемориальная доска (улица Геронтия Кикодзе, 11).
В фильме «Покаяние» Тенгиза Абуладзе история его ареста и гибели и ареста его жены лежит в основе сценария картины.

## Награды
- орден Трудового Красного Знамени (14.01.1937) — за выдающиеся заслуги в деле развития грузинского оперного искусства, грузинской музыки, песен и танцев
- заслуженный деятель искусств Грузинской ССР (1936)